# Big Pal
Big Pal est un film américain réalisé par John G. Adolfi et sorti en 1925 au cinéma.
Une copie du film est conservée à la Bibliothèque du Congrès.

## Synopsis
Helen, la fille du juge Truscott, abandonne son train de vie aisé et s'engage dans le travail social dans les quartiers pauvres. Elle est sauvée d'un accident de cheval par Dan Williams, champion de boxe, et une amitié se noue entre eux. À la veille d'un combat de championnat, le neveu préféré de Dan, le petit Johnny, est enlevé par des criminels. Dan est averti que s'il n'abandonne pas avant le cinquième round du combat de boxe, sa vie sera sacrifiée. Il décide de perdre, mais, à l'approche du cinquième round, Helen apparaît au bord du ring avec Johnny, qui avait échappé à ses ravisseurs. Dan se libère, remportant le match, et gagnant l'affection d'Helen.

## Fiche technique
- Réalisation : John G. Adolfi
- Scénario : Jules Furthman
- Producteur : William Russell
- Société de production : William Russell Productions
- Distributeur : Henry Ginsberg Distributing Company, Wardour Films (UK)
- Genre : Mélodrame[3].
- Durée : 50 minutes
- Date de sortie : septembre 1925

## Distribution
- William Russell : Dan Williams
- Julanne Johnston : Helen Truscott
- Mary Carr : Mary Williams
- Mickey Bennett : Johnny Williams
- Hayden Stevenson : Tim Williams
- Henry A. Barrows : Judge Truscott
- Frank Hagney : Bill Hogan
- William Bailey (non crédité)
- Alison Skipworth : Agatha Briggs (non créditée)